# الحاج قلاعي
الحاج قلاعي ولد في 5 يونيو 1954 في القطار، هو سياسي تونسي.

## السيرة الذاتية

### الدراسات
زاول الحاج قلاعي دراسته الثانوية في المعهد الثانوي المختلط بقفصة، ثم تحصل على إجازة في العلوم الاقتصادية من كلية العلوم الاقتصادية والتصرف بتونس وكذلك على شهادة مرحلة عليا من المدرسة الوطنية للإدارة بتونس وشهادة في التخطيط من المعهد الدولي للإدارة العامة بباريس.

### المسار المهني والسياسي
بين 1982 و1987 كان مكلف بمهمة في ديوان وزير الاقتصاد الوطني، مسؤول على إعادة هيكلة الشركات العمومية. بين 1988 و1990 أصبح مدير عام في وزارة الاقتصاد الوطني مكلف بالدراسات والتخطيط، ثم بين 1991 و1998 كان مدير ديوان وزير الاتصالات.

في 1999، أصبح رئيس مدير عام الديوان الوطني للبريد، وذلك حتى 3 سبتمبر 2007، تاريخ تعيينه وزير تكنولوجيات الاتصال في حكومة محمد الغنوشي الأولى، وبقي على رأس الوزارة حتى 14 يناير 2010.

عين في 20 أبريل 2010 في منصب سفير تونس في تركيا، وذلك حتى 5 سبتمبر 2011.